# Ip (утиліта Unix)
ip — утиліта командного рядка в Linux з пакету iproute2. Дозволяє виконати налаштування мережевої підсистеми та замінює такі утиліти, як ifconfig, route, arp.
Щоб виконати якусь операцію після команди ip указують «об'єкт» і команду (можливо з аргументами), яка має бути виконана для цього об'єкта.
Як «об'єкти» можна вказувати значення link, addr (адреси мережевих інтерфейсів), route (маршрути), rule (правила), neigh, ntable, tunnel (тунелі), maddr, mroute, monitor, xfrm. Замість повного імені об'єкта можна вказувати лише перші літери, якщо це не викликає неоднозначності.
Можна вказати команду help, щоб вивести довідникову інформацію. Якщо вказати об'єкт без команди, виконується команда show — роздруковується список об'єктів указаного типу.
```
Синтаксис: ip [ OPTIONS ] OBJECT { COMMAND | help }
 
де
 
OBJECT := { link | addr | addrlabel | route | rule | neigh | ntable | tunnel | maddr | mroute | monitor | xfrm }
 
OPTIONS := { -V[ersion] | -s[tatistics] | -d[etails] | -r[esolve] | -f[amily] { inet | inet6 | ipx | dnet | link } | -o[neline] | -t[imestamp] }

```

| Дерево об'єктів і команд утиліти ip | Дерево об'єктів і команд утиліти ip | Дерево об'єктів і команд утиліти ip                                   | Дерево об'єктів і команд утиліти ip       |
| Утиліта                             | Об'єкт                              | Команди                                                               | Опис                                      |
| ----------------------------------- | ----------------------------------- | --------------------------------------------------------------------- | ----------------------------------------- |
| ip                                  | address                             | add \| del show \| flush                                              | IP- чи IPv6-адреса пристрою               |
| ip                                  | addrlabel                           | add \| del list \| flush                                              | Конфігурування міток                      |
| ip                                  | link                                | set show                                                              | Конфігурування мережевих пристроїв        |
| ip                                  | maddr                               | show add \| del                                                       | Конфігурування адрес групового розсилання |
| ip                                  | monitor                             | all \| LISTofOBJECTS                                                  | Моніторинг стану пристроїв                |
| ip                                  | mroute                              | show                                                                  | Кеш групової маршрутизації                |
| ip                                  | neighbour                           | add \| del \| change \| replace show \| flush                         | Кеш ARP або NDISC                         |
| ip                                  | route                               | get list / flush add \| del \| change \| append \| replace \| monitor | Керування маршрутизацією                  |
| ip                                  | rule                                | list \| add \| del \| flush                                           | Правила маршрутизації                     |
| ip                                  | tunnel                              | add \| change \| del \| show                                          | Тунелювання через протокол IP             |